# Montois-la-Montagne
Montois-la-Montagne (Duits: Montingen in Lothringen)  is een gemeente in het Franse departement Moselle (regio Grand Est). Montois-la-Montagne telde op 1 januari 2022 2.717 inwoners.

## Gemeente
Tussen 1940 en 1944 werd voor de plaats de verduitste naam Montingen gebruikt.
De gemeente maakt sinds 22 maart 2015 deel uit van het kanton Rombas. Daarvoor hoorde het bij het kanton Marange-Silvange, dat toen opgeheven werd. Het arrondissement Metz-Campagne fuseerde met het arrondissement Metz-Ville tot het huidige arrondissement Metz.

## Geografie
De oppervlakte van Montois-la-Montagne bedroeg op 1 januari 2022 7,1 vierkante kilometer; de bevolkingsdichtheid was toen 382,7 inwoners per km².

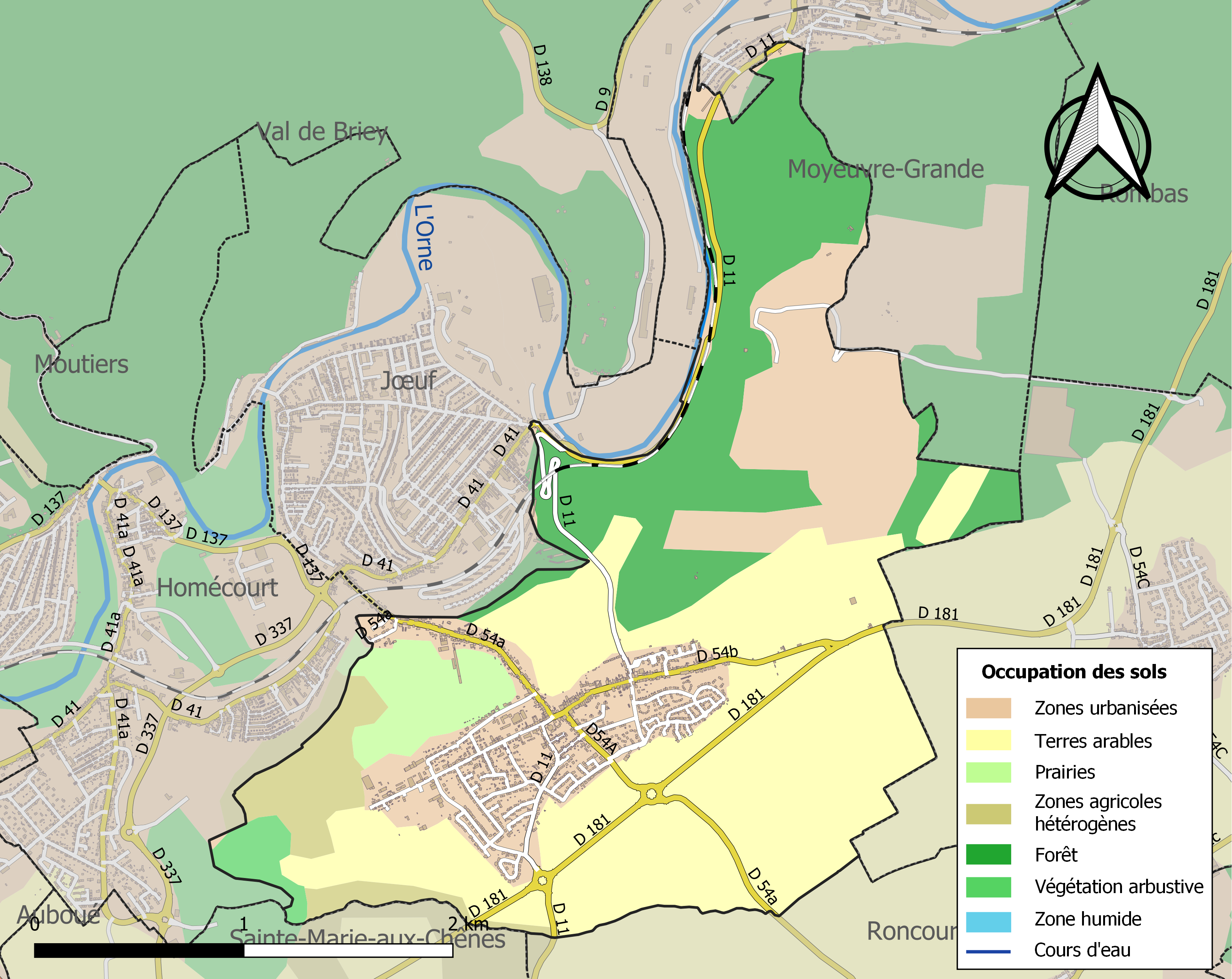
Kaart van de gemeente met de belangrijkste infrastructuur, bodemgebruik en omliggende gemeenten

## Demografie
Onderstaande figuur toont het verloop van het inwonertal (bron: INSEE-tellingen).